# Римське дербі
Римське дербі (італ. Derby di Roma), найбільш відоме як Столичне дербі, Дербі делла Капіталі (італ. Derby della Capitale) або Дербі Капітоліно (італ. Il Derby Capitolino) — футбольне дербі між двома римськими клубами «Лаціо» і «Рома», найвідоміше футбольне дербі Риму.

## Загальний опис дербі
З 1929 року команди зустрічалися 179 разів: із значною перевагою за статистикою перемагає «Рома» (70 перемог проти 53 у «Лаціо» при 63 нічиїх). З 1953 року беззмінно грається на Олімпійському стадіоні. За різницею м'ячів «Рома» також виграє у «Лаціо» (234:185).
Дербі є одним з найбільш широко висвітлюваних в європейських спортивних виданнях столичним дербі. Крім усього іншого, воно є найбільш жорстоким і агресивним: неодноразово на стадіонах вивішувалися банери расистського та неонацистського змісту, під час матчів неодноразово відбувалися заворушення, які приводили часто до смертельних наслідків.

## Статистика зустрічей
|                         | Перемоги | Нічиї | Перемоги | Ігри | Голи  | Голи |
| ----------------------- | -------- | ----- | -------- | ---- | ----- | ---- |
| Рома                    | Лаціо    | Нічиї | Рома     | Ігри | Лаціо |      |
| Серія А                 | 53       | 57    | 37       | 147  | 186   | 142  |
| Національний дивізіон   | 1        | 0     | 1        | 2    | 2     | 2    |
| Всього в чемпіонаті     | 54       | 57    | 38       | 149  | 188   | 144  |
| Кубок Італії            | 10       | 3     | 7        | 20   | 24    | 21   |
| Разом в офіційних іграх | 64       | 60    | 45       | 169  | 212   | 165  |
| Чемпіонат Риму          | 1        | 2     | 1        | 4    | 2     | 3    |
| Товариські матчі        | 1        | 1     | 2        | 4    | 9     | 10   |
| Неофіційні матчі        | 4        | 0     | 4        | 8    | 11    | 9    |
| Разом                   | 70       | 63    | 52       | 185  | 234   | 187  |

### Бомбардири
| Гравець            | Клуб(и)     | Серія А | Кубок | Всього |
| ------------------ | ----------- | ------- | ----- | ------ |
| Франческо Тотті    | Рома        | 11      | 0     | 11     |
| Діно Да Коста      | Рома        | 9       | 2     | 11     |
| Марко Дельвеккіо   | Рома        | 9       | 0     | 9      |
| Вінченцо Монтелла  | Рома        | 7       | 1     | 8      |
| Родольфо Волк      | Рома        | 7       | 0     | 7      |
| Сільвіо Піола      | Лаціо       | 6       | 1     | 7      |
| Алешандре де Марія | Лаціо       | 5       | 0     | 5      |
| Арне Сельмоссон    | Лаціо, Рома | 5       | 0     | 5      |
| Томмазо Роккі      | Лаціо       | 5       | 0     | 5      |
| Амедео Амадеї      | Рома        | 5       | 0     | 5      |
| Педро Манфредіні   | Рома        | 5       | 0     | 5      |
| Джорджо Кіналья    | Лаціо       | 4       | 1     | 5      |
| Мірко Вучинич      | Рома        | 4       | 0     | 4      |
| Фульвіо Бернардіні | Рома        | 4       | 0     | 4      |
| Вінченцо Д'Аміко   | Лаціо       | 4       | 0     | 4      |
| Павел Недвед       | Лаціо       | 4       | 0     | 4      |
| Рафаеле Костантіно | Рома        | 4       | 0     | 4      |
| Роберто Манчіні    | Лаціо       | 3       | 1     | 4      |
| Ернанес            | Лаціо       | 3       | 1     | 4      |

## Рекорди

### Гравці
- Рекордсменами за кількістю ігор є:
  - Рома: Франческо Тотті з 44 іграми
  - Лаціо: Джузеппе Вілсон з 23 іграми
- Найкращими бомбардирами є:
  - Рома: Франческо Тотті (11 голів)
  - Лаціо: Сільвіо Піола з 7 голами
- Рекордсменом за кількістю забитих голів за матч є Вінченцо Монтелла (Рома): 11 березня 2002 він оформив покер, принісши «Ромі» перемогу 5:1.
- Арне Сельмоссон  та Педро Родрігес— два гравці, які забивали у дербі за обидві команди.

### Матчі
- Перша гра була зіграна 8 грудня 1929 року, «Рома» виграла з рахунком 1:0 завдяки голу Родольфо Волка.
- Першу перемогу «Лаціо» здобув 23 жовтня 1932 року: в матчі відзначилися за «орлів» Демарія і Кастеллі, а за «вовків» гол забив той же Волк.
- Перший матч на Стадіо Олімпіко був зіграний 29 листопада 1953 року і завершився нічиєю 1:1 (відзначилися Карло Галлі і Паскуале Віволо).
- Найбільші перемоги:
  - Рома: Серія А 1933/34, рахунок 5:0
  - Лаціо: Серія А 2006/07, рахунок 3:0
- «Лаціо» здобув чотири перемоги в чотирьох матчах в сезоні 1997/98, встановивши унікальний рекорд: у Серії А він переміг з рахунками 3:1 та 2:0 у чвертьфіналі кубка — 4:1 і 2:1.

## Скандали і події

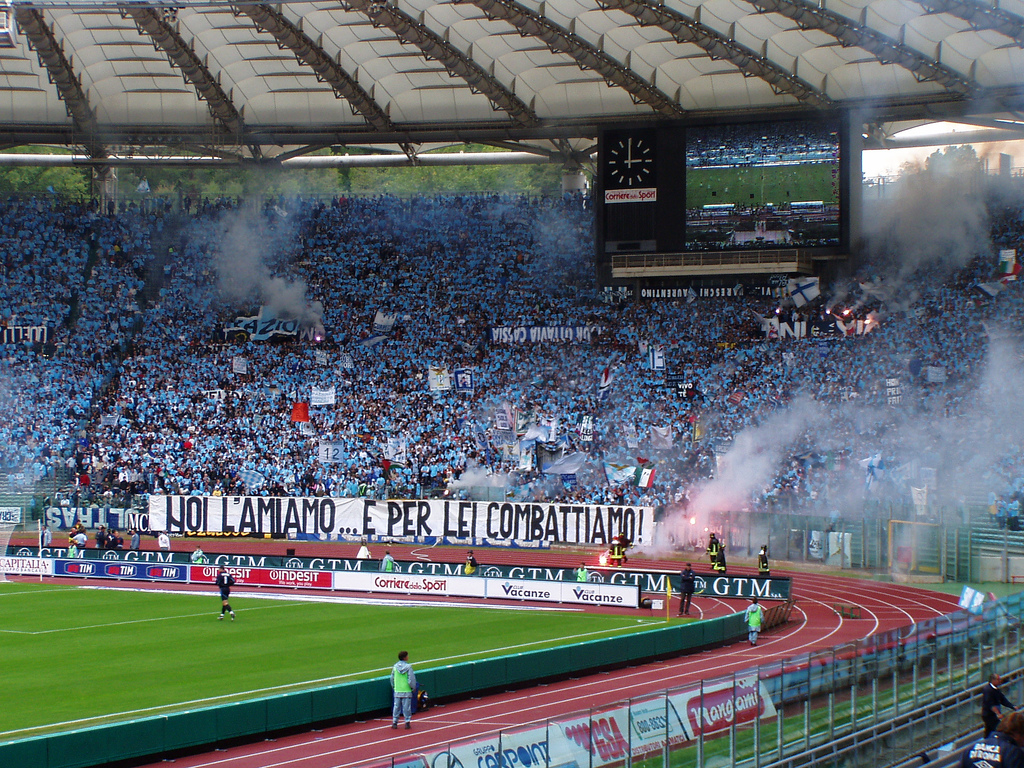
Тіффозі «Лаціо»

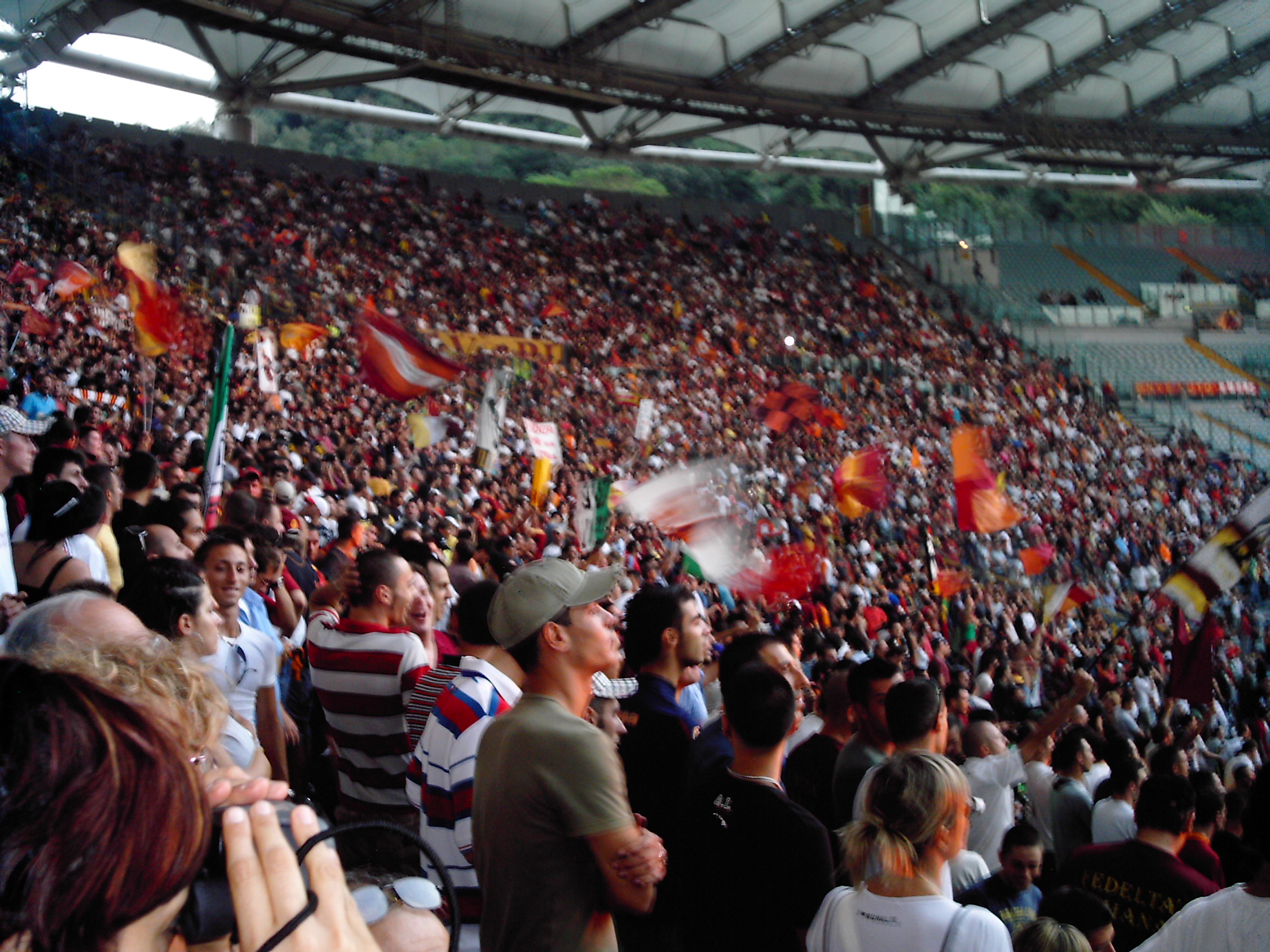
Тіффозі «Роми»

Спалахи націоналізму і расизму, незважаючи на неприйняття багатьма жителями Риму і всієї Італії, зробили це дербі найбільш популярним і обговорюваним у футбольному світі Італії. Часто на матчах фанати «Лаціо» проносили фашистську, нацистську і расистську символіку, вивішуючи банери образливого змісту.
Найбільш відомим є випадок, коли в сезоні 1998/99 фанати вивісили 50-метровий банер з антисемітськими образами «Освенцим — ваше місто, печі — ваші будинки». Темношкірі гравці «Роми» особливо часто піддаються образам з боку фанатів «Лаціо». Самі ж фанати «орлів» разом з тим часто скандують просербські гасла, згадуючи в них Желько Ражнатовича.
Історія знає два трагічних випадки під час дербі.
- У 1979 році фанат «Лаціо» Вінченцо Папареллі отримав поранення ока після того, як в нього потрапили сигнальною ракетою фанати «Роми». Врятувати Папареллі не вдалося, що лише підігріло ненависть клубів один до одного.
- Другий випадок стався 21 березня 2004 року, що призвело до зупинки самого матчу: фанати «Роми» на початку другого тайму стали кричати про те, що поліцейські забили до смерті малолітню дитину, що призвело до початку заворушень на трибуні. На вимогу президента Італійської футбольної ліги Адріано Галліані суддя матчу Роберто Розетті зупинив зустріч. Заворушення, однак, не зупинилися і після свистка судді: фанати «Роми» вибігли на газон, щоб переговорити з капітаном команди Франческо Тотті. Тільки обстеження медиків дозволило встановити, що нібито убитий поліцейськими дитина була жива. Матч був відновлений незабаром після заяви лікарів[3]. Після гри за підозрою в організації заворушень заарештовано 13 осіб, в лікарні потрапило близько 170.